# Mörk spärrfjällskivling
Mörk spärrfjällskivling (Lepiota hystrix) är en svampart som beskrevs av F.H. Møller & J.E. Lange 1940. Lepiota hystrix ingår i släktet Lepiota och familjen Agaricaceae.   Inga underarter finns listade i Catalogue of Life.
I den svenska databasen Dyntaxa används istället namnet Echinoderma hystrix för samma taxon.  Arten är reproducerande i Sverige.